# Murina hilgendorfi
Murina hilgendorfi — вид ссавців родини лиликових.

## Проживання, поведінка
Країна поширення: Китай, Японія, Корея, КНДР, Монголія, Російська Федерація. Мешкає в горбистій і гірській місцевості до 4000 м над рівнем моря, з хвойно-широколистих і широколистих лісах. Денні сідала були знайдені під кронами дерев або в інших дерев'яних притулках (під вільною корою і т. д.), а також в печерах. Мабуть комахоїдний.

## Відтворення
Пологи, ймовірно, відбуваються на початку літа. Самиці не утворюють великих колоній догляду і, можливо, живуть поодинці. Один або два дитинча народжується в кожному виводку. Зимує в печерах, може утворювати скупчення до кількох сотень особин. Максимальна тривалість життя до 16 років (зазвичай бл. 5-9).

## Загрози та охорона
Втрата середовища існування може становити загрозу у майбутньому. Зустрічається в деяких охоронних територіях.